# دودة الأذن
دودة الأذن، يُشار إليها أحيانًا باسم دودة الدماغ، أو الموسيقى الشائكة أو متلازمة الأغنية العالقة، أو الاسم الأكثر شيوعًا بعد ديدان الأذن، التخيلات الموسيقية اللاإرادية (آي إن إم آي)، هي قطعة موسيقية أو مقولة سهلة التذكر و/أو آسرة قادرة تشغل عقل المرء حتى بعد انتهاء تشغيلها أو نطقها. لا تقتصر التخيلات الموسيقية اللاإرادية كتسمية على ديدان الأذن بشكل حصري؛ إذ يمكن اعتبار الهلوسات السمعية أيضًا جزءًا من هذه الفئة، على الرغم من عدم تطابقهما. يمكن اعتبار ديدان الأذن أحد الأنواع الشائعة من المعرفة اللاإرادية. تشمل بعض العبارات التي غالبًا ما تُستخدم من أجل وصف دودة الأذن «تكرار التخيلات الموسيقية» و«التخيلات الموسيقية اللاإرادية».
تمثل كلمة دودة الأذن (بالإنكليزية إير وورم) ترجمة اقتراضية من الكلمة الألمانية أورفورم. يرجع استخدام هذه الكلمة لأول مرة في اللغة الإنكليزية إلى رواية ديسموند باغلي بعنوان فلاي أواي لعام 1978، إذ أشار الكاتب إلى الأصل الألماني لصياغته هذه الكلمة.
يشمل الباحثون ممن درسوا هذه الظاهرة وكتبوا عنها كلًا من تيودور رايك، وشون بينيت، وأوليفر ساكس، ودانييل ليفيتين، وجيمس كيلاريس، وفيليب بيمان، وفيكي ويليامسون، وديانا دويتش، ومن المنظور النظري بيتر سيندي وغيره من الباحثين الآخرين. لا ينبغي الخلط بين هذه الظاهرة وظاهرة السمع التكراري، التي تمثل بدورها حالة طبية نادرة متطورة نتيجة تلف في الفص الصدغي للدماغ ما يؤدي إلى الهلوسة السمعية.

## معدل الوقوع والعوامل المسببة
وجدت الباحثة فيكي ويليامسون من كلية جولدسميث التابعة لجامعة لندن في دراسة غير مضبوطة أن ديدان الأذن مرتبطة بالتعرض للموسيقى، لكن يمكن تحريضها أيضًا بواسطة التجارب المحرضة لذاكرة الأغنية (الذاكرة اللاإرادية) مثل رؤية كلمة معينة من شأنها تذكير الفرد بهذه الأغنية، أو سماع بعض النوتات الموسيقية من هذه الأغنية أو الإحساس بشعور معين مرتبط بهذه الأغنية. لم يظهر أي نمط محدد، ما عدا شعبية الأغنية، في قائمة الأغاني المجموعة من أجل الدراسة.
وفقًا للباحث جيمس كيلاريس، يختبر 98% من الأشخاص ديدان الأذن. غالبًا ما تتطور هذه الظاهرة بشكل متساو لدى النساء والرجال، إلا أنها تستمر لفترات أطول لدى النساء وتسبب لهن درجة أكبر من الإزعاج. تشير إحصائيات كيلاريس المتعلقة بهذه الظاهرة إلى تطور ديدان الأذن نتيجة الأغاني ذات الكلمات بنسبة 73.7% من الحالات، بينما تسبب ألحان الآلات الموسيقية ما يُقدر بنسبة 7.7% فقط من حالات ديدان الأذن.
في عام 2010، عالجت البيانات المنشورة في المجلة البريطانية لعلم النفس هذا الموضوع بشكل مباشر، إذ دعمت نتائجها الادعاءات السابقة بأن مدة استمرار ديدان الأذن متراوحة عادة بين 15و30 ثانية ومتطورة بشكل أكثر شيوعًا لدى الأفراد ذوي الميول الموسيقي
يمكن لديدان الأذن التطور مع الموسيقى «الإيجابية» أو «السلبية» على حد سواء. تشير الموسيقى الإيجابية في هذه الحالة إلى الموسيقى التي تبدو سعيدة و/أو هادئة. تمثل الموسيقى السلبية بدورها خلاف ذلك، إذ تبدو الموسيقى غاضبة أو حزينة. لا تقتصر ديدان الأذن أيضًا على الموسيقى المترافقة مع الكلمات بشكل حصري؛ أجرت إيلا مويك وزملاؤها تجربة بحثية بهدف التحقق من تأثير الشعور الإيجابي / السلبي للموسيقى على ديدان الأذن الناجمة عن تلك القطعة الموسيقية، وانحصرت التجربة على استخدام موسيقى الآلات الموسيقية. أفادت نتائج تجربتها اختبار جميع المشاركين لكمية مماثلة من ديدان الأذن، بغض النظر عن التكافؤ الشعوري، إلا أنها رصدت وجود اختلافات في نوعية ديدان الأذن المختبرة. اتسمت ديدان الأذن الناجمة عن الموسيقى ذات القيمة السلبية بإحداث درجة أكبر من الضيق وامتلاك مستوى أقل من التكرار مقارنة بالموسيقى ذات القيمة الإيجابية.

## المضادات
وجد العلماء في جامعة واشنطن الغربية أن استخدام الذاكرة العاملة في المهام متوسطة الصعوبة مثل الألفاظ المقلوبة، أو الألغاز أو القراءة من الوسائل الفعالة لإيقاف ديدان الأذن والتقليل من إعادة حدوثها. تشير إحدى الأوراق البحثية المنشورة الأخرى إلى ميل الموسيقى اللحنية نحو إظهار الإيقاعات المتكررة ما قد يسبب حالة من التكرارية اللانهائية، إلا إذا أمكن الوصول إلى الذروة من أجل كسر الحلقة.
أفادت الأبحاث الواردة في عام 2015 من قبل كلية علم النفس وعلوم اللغة السريرية التابعة لجامعة ريدنغ بقدرة مضغ العلك على المساعدة بالمثل في كبح المكون التكراري تحت الصوتي للذاكرة «العاملة» أو الذاكرة قصيرة الأمد الصوتية المرتبطة مع توليد الصور السمعية والبصرية وتعديلها. تشمل الاقتراحات الأخرى أيضًا سؤال الفرد لنفسه عن سبب اختباره المتكرر لهذه الأغنية بحد ذاتها. تضم إحدى العلاجات المقترحة الأخرى العثور على «الأغنية العلاجية» من أجل إيقاف الموسيقى المتكررة.
يُستخدم أيضًا ما يُطلق عليه «الأغاني العلاجية» أو «الألحان العلاجية» من أجل إخراج ديدان الأذن من الرأس. تمثل أغنية «ليحفظ الله الملك» أحد أبرز الأمثلة التي يُستشهد بها كخيار شائع ومساعد لاستخدامه كأغنية علاجية. تمثل أغنية «عيد ميلاد سعيد» بدورها أحد الخيارات الشائعة بين الأغاني العلاجية.
تنخفض قدرة الأغاني المفردة على التسبب في حدوث ديدان الأذن بمرور الوقت مع بدء تأثيرها المثير في التلاشي نتيجة التكرار المفرط.
تشمل إحدى التقنيات الأخرى المضادة لديدان الأذن سماع اللحن بسرعة إيقاع منخفضة / مختلفة أو بحدة منخفضة، أو سماعها بنسخة معدلة إن وُجدت. قد يساعد سماع الأغنية من بدايتها إلى نهايتها أيضًا في التخلص من الظاهرة. عادة ما تأخذ ديدان الأذن جزءًا واحدًا فقط من الموسيقى، ما قد يفسر دور سماع اللحن بشكل كامل في كسر الحلقة.

## الصفات الأكثر قابلية للتعرض
درس كل من كازوماسا نيغيشي وتاكاهيرو سيكيغوشي هذه الظاهرة بهدف تحديد إمكانية وجود سمات محددة قادرة على جعل الفرد أكثر أو أقل عرضة للإصابة بديدان الأذن أو التخيلات الموسيقية اللاإرادية. خضع المشاركون في هذه الدراسة للتقييم وفقًا لامتلاكهم ميولًا وسواسية قهرية، ونتائجهم بالنسبة لعناصر الشخصية الخمسة وخبرتهم الموسيقية. أفاد نيغيشي وسيكيغوشي بوجود دور هام لبعض الصفات الوسواسية القهرية، مثل الأفكار التطفلية، في اختبار ديدان الأذن مقارنة بسمات أخرى مثل الغسل القهري. فيما يتعلق بعناصر الشخصية الخمسة، كان وجود العصابية مؤشرًا هامًا على احتمالية الإصابة بديدان الأذن. امتلكت الخبرة الموسيقية بدورها تأثيرات على درجة الدقة والتعقيد فيما يتعلق بحدوث ديدان الأذن.